# Districtul Lam Luk Ka
Lam Luk Ka (în thailandeză ลำลูกกา) este un district (Amphoe) din provincia Pathum Thani, Thailanda, cu o populație de 184.316 locuitori și o suprafață de 297,71 km².

## Componență
Districtul este subdivizat în 8 subdistricte (tambon). There are 3 town municipalities (thesaban mueang) – Khu Khot, Lam Sam Kaeo and Lat Sawai – and 2 subdistrict municipalities (thesaban tambon) – Lam Luk Ka and Lam Sai. There are 6 subdistrict administrative organizations (SAO).
| 1. | Khu Khot         | คูคต       |  |
| 2. | Lat Sawai        | ลาดสวาย   |  |
| 3. | Bueng Kham Phroi | บึงคำพร้อย  |  |
| 4. | Lam Luk Ka       | ลำลูกกา    |  |
| 5. | Bueng Thong Lang | บึงทองหลาง |  |
| 6. | Lam Sai          | ลำไทร     |  |
| 7. | Bueng Kho Hai    | บึงคอไห    |  |
| 8. | Phuet Udom       | พืชอุดม     |  |